# Metriotes
Metriotes is een geslacht van vlinders van de familie kokermotten (Coleophoridae).

## Soorten
- M. insularis (Wollaston, 1858)
- M. jaeckhi Baldizzone, 1985
- M. lutarea

Grijze muurkokermot (Haworth, 1828)
- M. polygoni (Zeller, 1877)
- M. serratella (Stephens, 1834)